# المجلس القومي للمدفوعات (مصر)
المجلس القومي للمدفوعات هو مجلس قومي مصري أنشئ بموجب قرار رئيس الجمهورية رقم 89 لسنة 2017 ويتبع رئيس الجمهورية.:مادة 1

## التشريعات المنظمة
- قرار رئيس الجمهورية رقم 89 لسنة 2017 بإنشاء المجلس القومي للمدفوعات.[2]

## تشكيل المجلس
أُنشأرأس المجلس القومي للمدفوعات رئيس الجمهورية. ويتضمن المجلس 16 عضو وهم:
- رئيس مجلس الوزراء وينوب عن رئيس المجلس حال عدم حضوره.
- محافظ البنك المركزي المصري
- وزير الدفاع والإنتاج الحربي
- وزير التخطيط والإصلاح الإداري
- وزير الداخلية
- وزير الاتصالات وتكنولوجيا المعلومات
- وزير العدل
- وزير المالية
- رئيس جهاز المخابرات العامة
- رئيس هيئة الرقابة الإدارية
- نائب محافظ البنك المركزي المصري المختص بنظم الدفع
- رئيس الهيئة العامة للرقابة المالية
- رئيس مجلس إدارة أحد البنوك ويصدر بتعيينه لمدة عامين قرار من المجلس بناءً على ترشيح محافظ البنك المركزي
- وكيل المحافظ أو وكيل المحافظ المساعد للبنك المركزي المصري المختص بنظم الدفع
- مستشار قانون ويصدر بتعينه لمدة عامين قرار من المجلس
- مقرر للأعمال يحدده المجلس دون أن يكون له صوت معدود

يصدر بتشكيل الأمانة الفنية ونظام عملها قرار من محافظ البنك المركزي المصري.

## اختصاصات المجلس القومي للمدفوعات
تحدد 5 اختصاصات للمجلس، وذلك مع عدم الإخلال بما لمجلس إدارة البنك المركزي من سلطات واختصاصات وفقاً لقانون البنك المركزي والجهاز المصري والنقد، وتمثلت هذه الاختصاصات في:
- خفض استخدام أوراق النقد خارج القطاع المصرفى ودعم وتحفيز استخدام الوسائل والقنوات الإلكترونية في الدفع بدلاً عنه
- تطوير نظم الدفع القومية وأطر الإشراف عليها للحد من المخاطر المرتبطة بها من أجل خلق نظم أمنة وذات كفاءة وفاعلية
- العمل على تحقيق الشمول المالي بهدف دمج أكبر عدد من المواطنين في النظام المصرفى وضم القطاع غير الرسمي إلى القطاع الرسمي وتخفيض تكلفة انتقال الاموال وزيادة المتحصلات الضريبية
- حماية حقوق مستخدمي نظم وخدمات الدفع
- تحقيق تنافسية سوق خدمات الدفع وتنظيم عمل الكيانات القائمة ورقابتها.

## القرارات المسئول عن إصدارها المجلس تحقيقا لأهدافه
يتولى المجلس إصدار القرارات للجهات المعنية فيما يتعلق بـ:
- الهيكل العام لنظم الدفع القومية وأطر الإشراف عليها في جمهورية مصر العربية
- الإطار القانوني لنظم وخدمات الدفع في جمهورية مصر العربية، شاملاً اللوائح والقواعد المنظمة لها.
- تحفيز المشروعات المتعلقة بمجال عمل المجلس، بما في ذلك مشروعات الدفع والتحصيل الحكومي
- التأكد من تكامل المبادرات الحكومية المختلفة المرتبطة بأى عمليات دفع أو تحصيل الكترونى لتجنب أي ازدواجية في الاستثمارات اللازمة لتنفيذ تلك المبادرات، وكذلك العمل على تكامل قواعد بياناتها وتأمينها
- التنسيق بين الجهات العاملة في جمهورية مصر العربية في حدود اختصاص المجلس
- متابعة تنفيذ أجهزة الدولة للقرارات والتوصيات التي تصدر عن المجلس

## موعد وصحة إنعقاد المجلس
يجتمع المجلس بدعوة من رئيسه مرة على الأقل كل 3 أشهر، ويجوز دعوته للانعقاد إذا اقتضت الضرورة ذلك، و يكون اجتماع المجلس صحيحا بحضور أغلبية أعضائه، على أن يكون من بينهم رئيس المجلس أو نائبه، ويصدر المجلس توصياته وقراراته بأغلبية أصوات الحاضرين. وللمجلس أن يدعو إلى حضور اجتماعاته من يرى دعوته من الوزراء والمحافظين ورؤساء الهيئات العامة والأجهزة الحكومية المختصة، ومن يرى الاستعانة به من ممثلي القطاع الخاص والخبراء، وعلى جميع الوزارات والهيئات والمصالح والأشخاص الاعتبارية -كل فيما يخصه- الالتزام بتنفيذ القرارات الصادرة عن المجلس. و هناك أمانة فنية دائمة للمجلس برئاسة محافظ البنك المركزي المصري أو من ينوب عنه.

## الدور الذي تقوم به الأمانة الفنية للمجلس
- تتولى إعداد جدول أعمال ومحاضر جلسات المجلس.
- تعميم ما يصدر عنه من قرارات وتوصيات على الوزارات والجهات المعنية.
- متابعة تنفيذ هذه التوصيات.
- عرض تقرير بنتائج متابعة التوصيات في كل جلسة.
- للأمانة الفنية أن تقوم بتشكيل لجان عمل منبثقة عنها سواء بشكل دائمة أو مؤقت.

## المسئول عن المعاملات المالية للمجلس القومي للمدفوعات
يصدر من رئيس المجلس أو من يفوضه قرارا بالمعاملة المالية لأعضاء المجلس أو الأمانة الفنية أو اللجان الفرعية التابعة للمجلس.